# Vincent Thomas Bridge
Die Vincent Thomas Bridge ist eine etwas unter zwei Kilometer lange Hängebrücke mit einer Hauptspannweite von 457,5 m, die den Hafen von Los Angeles überquert und im Zuge der California State Route 47 den Ort San Pedro mit Terminal Island verbindet. Die Brücke ist nach Vincent Thomas (1907–1980) benannt. Er war ein US-amerikanischer, demokratischer Politiker, der einstmals als kalifornischer Abgeordneter für den Wahlkreis San Pedro zuständig war.
Während des Baus und in den Anfangsjahren nach ihrer Fertigstellung wurde das Bauwerk oft als „bridge to nowhere“ bezeichnet. In den 1970er-Jahren wurde ihre Bedeutung jedoch erheblich größer, als die Häfen von Los Angeles und Long Beach die Häfen der San Francisco Bay Area als Hauptumschlagsplätze für Seefracht an der Westküste ablösten. Heute wickelt die Brücke einen Großteil des Verkehrs von den südlichen Bezirken des Hafens in San Pedro zum Terminal Island Freeway und dann schließlich zum Südende des Long Beach Freeways ab; von dort wird Frachtgut zu den Güterbahnhöfen in East Los Angeles und Inland Empire transportiert.
Als die Brücke 1963 eröffnet wurde, betrug die Maut 25 Cents in jede Richtung. Im Jahr 1983 wurde die Gebühr auf 50 Cent für westwärts gerichteten Verkehr erhöht, die Gegenrichtung wurde kostenlos befahrbar. Im Jahre 2000 wurde die Mautpflicht abgeschafft.
Das Catalina Terminal (Berth 95), die Abgangsstelle für alle von San Pedro aus abgehenden Fähren und Hubschrauberverbindungen zur Santa Catalina Island, befindet sich unterhalb des westlichen Teils der Brücke.
Die Brücke war Schauplatz einer Verfolgungsfahrt in dem Spielfilm Nur noch 60 Sekunden mit Nicolas Cage und in einer Szene in 3 Engel für Charlie, in der Cameron Diaz und Crispin Glover mit zwei Rennwagen aufeinander zufahren. Auch Leben und Sterben in L.A. (1985) macht ausgiebig Gebrauch von der Brücke, ebenso wie der Film Shelter (2007).
Am 19. August 2012 stürzte sich der britische Filmregisseur Tony Scott von ihr zu Tode, nachdem er über den 5,5 Meter hohen Sicherheitszaun geklettert war, den man installiert hatte, um Selbstmorde zu verhindern.